# همین امشب
همین امشب نمایشنامه‌ای از محمّد چرم‌شیر است. انتشارات نیلا در سال ۱۳۹۳ این نمایشنامه را به‌همراه نمایشنامه خواب آهسته مرگ در یک جلد منتشر کرده‌است. نمایشنامه اول (همین امشب) تک پرده‌ای و دو کاراکتری است و در سال ۱۳۸۷ نگاشته شده‌است، و نمایشنامه دوم (خواب آهسته مرگ) بازخوانی رمان دکتر جکیل و آقای هاید است و در سال ۱۳۸۴ نوشتن آن به پایان رسیده‌است.
این نمایش در سالن‌های مختلف تئاتر به روی صحنه رفته‌است.

## خلاصهٔ داستان
ماجرای مردی مجرد که خلوتی با زنی روسپی در خانه‌اش دارد، داستان [این نمایشنامه] را شکل می‌دهد؛ اما این خلوت به‌گونه‌ای خاص است. مرد با مادرش زندگی می‌کند (البته مادر در نمایش‌نامه حضور فیزیکی ندارد) او پزشک پزشکی قانونی است و از این شغل، و همچنین رفتار مادر مستبدش که دائماً او را کنترل می‌کند، از نظر روحی متأثر شده‌است. با این‌که مادر مواظب است که پسرش با جنس مخالف خود حشرونشر نکند، خود او با دکترش در رابطه است و به ویلای دکتر در لواسان می‌روند و اوقاتی را با او می‌گذراند…
در آغاز نمایش‌نامه مرد صدای ضبط‌شده‌اش بر روی نوار کاست را برای زن پخش می‌کند. مرد آرشیوی از صداهای مربوط به خودش که در زمان‌ها، مراسم و مناسبت‌های مختلف ضبط‌شده دارد که قدمت‌دار هستند. برای زن در خصوص این صداها توضیح می‌دهد و قضاوتش نسبت به آدم‌هایی که در آن مراسم هستند (خصوصاً زن‌ها) عیان می‌کند. زن خیلی متوجه حرکات او نیست اما انگار حس کمرنگی از نزدیک بودن به آن مرد را (به‌واسطه بدبختی) با خود دارد، با این وجود زن و مرد با هم چالش گفتاری دارند که خیلی ناشی از اختلاف نیست.